# Филипович Іван (гравер)
Іва́н Филипо́вич (також підписувався як Іван Йосип; ? — 24 березня 1766, Львів) — львівський мідеритник (гравер на міді) і друкар 1740—1760-х років, майстер сюжетної гравюри.

## Життєпис
Від початку 1740-х років працював у Львові. 14 вересня 1752 року він привілей від короля Августа III, згідно з яким І. Филипович став сервітором — королівським друкарем і гравером. Цим же привілеєм йому було надано право провадження видавничої діяльності на території міста та продажу надрукованих книжок. Август III рекомендував послуги І. Филиповича львівськім капітулу та магістратові.
Филипович наполегливо прагнув розширити перелік пропозицій своєї книгарні. У 1757 році він отримав привілей придворної канцелярії на друк русько-слов’янських книг. Це викликало конфлікт з іншим видавцем – Успенським ставропігійним братством, яке мало монополію на друк книг кирилицею. І. Филипович вступив у боротьбу з братством за підтримки львівського римокатолицького єпископа Миколая Вижицького. Братство, обурене діями Филиповича, подало позов на нього до королівського суду. Окремий позов вніс греко-католицький митрополит Лев Шептицький. Рішення на користь братства було ухвалено 13 серпня 1757 року. 
10 вересня 1758 року придбав перший поверх Якубшольцівської кам'яниці, де рохмістив друкарню та магазин з продажу книг.

## Діяльність
Оздоблював (переважно технікою сухої голки) видання Львівської Братської, Унівської, Почаївської та Бердичівської друкарень, а також друки Єзуїтської Колеґії.
Відомі його 216 книжкових і естампних гравюр, зокрема більшість на релігійні теми та герби (серед ін. Шептицьких, графа О. Розумовського, І. Сапіги), портрети (Атанасія і Лева Шептицьких, Януша Санґушка), перші в Україні екслібриси (книгозбірні Залуських).
Филипович ілюстрував видання «Іфика Ієрополитика» (1760), «Літурґікон» (1759), «Молитвослов» (1755). До найкращих робіт належить латинський друк «Flos» з двома мідеритами.
Видання Филиповича відзначаються високим рівнем поліграфічного виконання.